# PALplus
PALplus é um padrão-extensão do padrão PAL utilizado na Europa, para permitir as emissões analógicas em formato 16:9 compatíveis com televisores 4:3. Permite a emissão em 576p25 e a manutenção das 576 linhas de resolução vertical do sinal original em aparelhos equipados com o respectivo descodificador.
Caso o televisor não possua um descodificador compatível, a emissão surge em letterbox, ou seja, com barras por cima e por baixo da imagem, mas que apresenta nestas condições apenas 432 linhas activas. Torna-se assim é idêntico nestas condições a uma normal emissão em letterbox, bastando possuir uma televisão de ecrã panorâmico para que se possa ver a emissão nas proporções correctas e sem barras através de ampliação da porção activa da imagem sem qualquer deformação, manualmente ou automaticamente através de sinais de sinalização emitidos (Widescreen signaling).
Actualmente este sistema caiu em desuso devido à migração para sistemas digitais com emissão em DVB-T, formato que suporta a emissão em 16:9 anamórfico e respectiva conversão automática para todos os formatos de ecrã.

## Utilização em Portugal

### TVI
Em Portugal o PALPlus foi introduzido pela TVI em 1994, que no entanto o abandonou após pouco tempo.

### RTP
A RTP iniciou as emissões neste formato em 5/12/1997, utilizando-o para alguns programas e filmes.
A partir de meados de 2010 esta estação abandonou progressivamente a utilização do formato recorrendo a letterbox normal (nos canais nacionais) ou a 16:9 anamórfico (nos canais emitidos via satélite como por exemplo a RTP Internacional).
Por vezes ainda são emitidos alguns programas em PalPlus, como no mês de Julho de 2011, aquando da emissão dum concerto de Rita Lee na RTP2.
As zonas onde os canais RTP são retransmitidos para analógico a partir do sinal digital das plataformas MEO ou Zon TV Cabo não adaptam para PalPlus (como é o caso de, por exemplo, Elvas, no canal 24 do emissor de Vila Boim); isto deve-se ao facto de estes sistemas digitais não serem compatíveis com o PalPlus.